# Henry Strutt (2e baron Belper)
Henry Strutt, 2e baron Belper, (20 mai 1840-26 juillet 1914), est un homme d'affaires, courtisan et homme politique britannique. D'abord libéral, il quitte le parti au moment de l'Irish Home Rule et occupe ensuite le poste de capitaine de l'honorable Corps of Gentlemen-of-Arms de 1895 à 1905 dans les administrations unionistes dirigées par Lord Salisbury et Arthur Balfour. 

## Jeunesse et éducation
Henry Strutt est né à St Helen's House, Derby, Derbyshire, fils d'Edward Strutt (1er baron Belper), et de sa femme, Amelia Harriet Otter. Il fait ses études à Harrow et au Trinity College de Cambridge, où il obtient les diplômes de LLB et MA. En 1862, il joue au cricket pour l'Université de Cambridge et de 1863 à 1865 pour le Marylebone Cricket Club (MCC) contre les universités . Il est devenu président de l'entreprise familiale de coton WG & J. Strutt. 

## Carrière politique
D'abord libéral, Strutt est élu député de East Derbyshire en 1868, siège qu'il occupe jusqu'en 1874. Aux élections générales de 1880, il est élu pour Berwick-upon-Tweed  qu'il représente jusqu'à ce qu'il succède à son père dans la baronnie le 30 juin 1880 et entre à la Chambre des lords. 
Belper quitte plus tard le Parti libéral lors de la crise irlandaise et rejoint les unionistes libéraux. Lorsque Lord Salisbury forme sa dernière administration en 1895, Belper est admis au Conseil privé et nommé capitaine de l'honorable Corps of Gentlemen-of-Arms, poste qu'il occupe jusqu'à la chute du gouvernement en 1905, les trois dernières années sous la présidence d’Arthur Balfour. 
Belper est aide de camp de la reine Victoria, d'Édouard VII et de George V entre 1894 et 1914. Il est également lieutenant-colonel dans le sud du Nottinghamshire Yeomanry, juge de paix pour le Derbyshire, le Leicestershire et le Nottinghamshire et lieutenant-adjoint du Nottinghamshire. 

## Famille
Il épouse Margaret Coke, fille de Thomas Coke (2e comte de Leicester), à Holkham, Norfolk, le 2 mai 1874. Ils ont trois fils et cinq filles: 
- William Strutt (8 février 1875 - 5 octobre 1898).
- Norah Strutt (17 juin 1876 - 14 septembre 1948) épouse, le 20 novembre 1911, le major Robert Lee Morris, fils du général Morris. Elle se remarie avec le révérend Joseph David Samuel Parry-Evans, fils du major Samuel Evans, en 1920.
- Lilian Strutt (31 octobre 1877 - 22 février 1956) épouse Vernon Austen Malcolmson le 10 janvier 1901.
- Hilda Strutt (25 mai 1879-28 avril 1923) épouse Charles Israel Loraine Allix le 23 octobre 1906.
- Reginald Edward Strutt (12 juillet 1881 - 10 mai 1888).
- Algernon Strutt (3e baron Belper) (6 mai 1883-20 mai 1956).
- Margaret Strutt (4 février 1886 - 23 avril 1980).
- Muriel Strutt (30 octobre 1890 - 8 août 1976) épouse le 30 novembre 1916 le major Frank Haultain Hornsby, fils du lieutenant-colonel Henry Francis Hornsby.

Belper est décédé à Kingston Hall, dans le Nottinghamshire, en juillet 1914, à l'âge de 74 ans, et est remplacé comme baron par son fils Algernon.